# شعار جمهورية الكونغو الديمقراطية
شعار جمهورية الكونغو الديمقراطية والذي يمثّل النمر، أنشئ في ظل 14 أبريل 1989م التي ويرمز إلى شعار: عدالة - سلام - عمل بفرنسية Paix - Travail - Justice.
استخدمت زائير سابقا النمر وإفريقيا وملوكها والآن أعتمد عليها في عام 1991 كجمهورية الكونغو الديمقراطية.

## الشعارات المتتالية لدولة الكونغو

دولة الكونغو المستقلة (1895-1908)
الكونغو البلجيكي (1908-1960)
جمهورية الكونغو (1960-1961) ثم جمهورية الكونغو الفيدرالية (1961-1963)
جمهورية الزائير (1971-1997)
جمهورية الكونغو الديمقراطية (1997-1999)
جمهورية الكونغو الديمقراطية (1999-2003)
جمهورية الكونغو الديمقراطية (2003-2006)
جمهورية الكونغو الديمقراطية (منذ 18 فبراير 2006)